# Maria Feichter
Maria Feichter (Brunico, 29 agosto 1982) è un'ex slittinista italiana.

## Biografia
Nata a Brunico, in Alto Adige, nel 1982, ha vinto un argento ai Mondiali juniores di Igls 2002, nel singolo, dove ha terminato con il tempo di 1'21"397, dietro solo all'austriaca Nina Reithmayer.
A 19 anni ha partecipato ai Giochi olimpici di Salt Lake City 2002, nel singolo, arrivando 22ª in 2'56"450.

## Palmarès

### Campionati mondiali juniores
- 1 medaglia:
  - 1 argento (Singolo a Igls 2002)